# Пам'ятки культурної спадщини Підгаєцької громади
У статті наведений перелік об'єктів культурної спадщини Підгаєцької громади Тернопільського району Тернопільської области України.

## Пам'ятки археології
| №  | Назва                         | Дата | Адреса | Охоронний номер | Документ про взяття на облік |
| -- | ----------------------------- | --- | --- | --------------- | --- |
| 1  | Могильник курганний Волиця І  | комарівсько-тшинецька культура (XV – ХІІ ст. до н.е.)                                                                                          | с. Волиця, урочище Круглий Горб | 1292-Тр         | Рішення виконкому Тернопільської обласної ради від 14.07.1989 № 162, Наказ Міністерства культури України від 15.09.2010 № 706/0/16-10             |
| 2  | Стоянка Волиця ІІ             | фінальний палеоліт (14-10 тис. років тому) | с. Волиця, східна частина села, на підвищеному пагорбі, територія крейдяного кар'єру                                                           | 1903            | Наказ управління культури обласної державної адміністрації від 29.10.2012 № 149                                                                   |
| 3  | Поселення Голгоча І           | ранньозалізний час (І тис. до н. е.), давньоруська культура (ХІІ – ХІІІ ст.)                                                                   | с. Голгоча, центральна частина села, лівий берег р. Коропець, 400 м на південь від моста                                                       | 1905            | Наказ управління культури обласної державної адміністрації від 29.10.2012 № 149                                                                   |
| 4  | Поселення Завалів І           | енеоліт (IV – кін. ІІІ тис. до н.е.), VII – V ст. до н.е.,давньоруська культура (Х – ХІІІ ст.)                                                 | с. Завалів, південно-східні околиці села | 1297-Тр         | Наказ управління культури обласної державної адміністрації від 27.01.2010 № 16, Наказ Міністерства культури України від 15.09.2010 № 706/0/16-10  |
| 5  | Городище Завалів ІІ           | райковецька культура (кінець VII — ІХ ст.) | с. Завалів, східні околиці с. Завалів, урочище Монастир                                                                                        | 1584            | Наказ управління культури обласної державної адміністрації від 27.01.2010 № 16                                                                    |
| 6  | Поселення Завалів ІІІ         | райковецька культура (кінець VII – ІХ ст.) | с. Завалів, 700 м на північ від поселення Завалів ІІ, лівий берег р. Золота Липа                                                               | 1585            | Наказ управління культури обласної державної адміністрації від 27.01.2010 № 16                                                                    |
| 7  | Поселення Завалів IV          | ранній залізний вік (І тис. до н. е.) | с. Завалів, центральна частина села, правий берег р. Золота Липа                                                                               | 1681            | Наказ управління культури обласної державної адміністрації від 27.01.2010 № 16                                                                    |
| 8  | Поселення Затурин І           | енеоліт (IV – кін. ІІІ тис. до н.е.) | с. Затурин, північні околиці села | 1293-Тр         | Наказ управління культури обласної державної адміністрації від 18.10.2005 № 112, Наказ Міністерства культури України від 15.09.2010 № 706/0/16-10 |
| 9  | Поселення Затурин ІІ          | трипільська культура (IV-кінець ІІІ тис. до н.); давньоруський час (ХІІ – ХІІІ ст.)                                                            | с. Затурин, 200 м на захід від села, південні схили правого берега р. Золота Липа                                                              | 1587            | Наказ управління культури обласної державної адміністрації від 27.01.2010 № 16                                                                    |
| 10 | Поселення Лиса І              | комарівсько-тшинецька культура (XV – ХІІ ст. до н. е.)                                                                                         | с. Лиса, східні околиці села, правий берег р. Золота Липа                                                                                      | 1580            | Наказ управління культури обласної державної адміністрації від 27.01.2010 № 16                                                                    |
| 11 | Поселення Лиса ІІ             | черняхівська культура (ІІІ – IV ст.) | с. Лиса, південні околиці села, правий берег р. Золота Липа                                                                                    | 1581            | Наказ управління культури обласної державної адміністрації від 27.01.2010 № 16                                                                    |
| 12 | Поселення Лиса ІІІ            | райковецька культура (кінець VII – ІХ ст.); давньоруський час (ХІІ – ХІІІ ст.)                                                                 | с. Лиса, південно-східні околиці села, лівий берег р. Золота Липа                                                                              | 1582            | Наказ управління культури обласної державної адміністрації від 27.01.2010 № 16                                                                    |
| 13 | Поселення Лиса IV             | неоліт (VII – V тис. до н. е.); празька культура (V – VII ст.); райковецька культура (кінець VII – ІХ ст.); давньоруський час (ХІІ – ХІІІ ст.) | с. Лиса, південно-східні околиці села, 200 м на південь від поселення Лиса ІІІ                                                                 | 1583            | Наказ управління культури обласної державної адміністрації від 27.01.2010 № 16                                                                    |
| 14 | Поселення Новосілка І         | давньоруський час (ХІІ-ХІІІ ст.) | с. Новосілка, північні околиці села, на мисі утвореному злиттям двох струмків                                                                  | 1893            | Наказ управління культури обласної державної адміністрації від 29.10.2012 № 149                                                                   |
| 15 | Поселення Пановичі І          | ранній залізний вік (І тис. до н. е.) | с. Пановичі, 2 км на схід від села, з лівої сторони від автодороги Завалів – Пановичі, на привершинній частині пагорба                         | 1508            | Наказ управління культури обласної державної адміністрації від 27.01.2010 № 16                                                                    |
| 16 | Поселення Рудники І           | комарівсько-тшинецька культура (XV – ХІІ ст. до н. е.); райковецька культура (кінець VII – ІХ ст.)                                             | с. Рудники, правий берег р. Золота Липа, 400 м від моста                                                                                       | 1578            | Наказ управління культури обласної державної адміністрації від 27.01.2010 № 16                                                                    |
| 17 | Поселення Рудники ІІ          | райковецька культура (кінець VII – ІХ ст.) | с. Рудники, 40 м на південь від поселення Рудники І, правий берег р. Золота Липа                                                               | 1579            | Наказ управління культури обласної державної адміністрації від 27.01.2010 № 16                                                                    |
| 18 | Поселення Середне І           | енеоліт (IV – кін. ІІІ тис. до н.е.) | с. Середне, північні околиці села | 1294-Тр         | Наказ управління культури обласної державної адміністрації від 18.10.2005 № 112, Наказ Міністерства культури України від 15.09.2010 № 706/0/16-10 |
| 19 | Поселення Середне ІІ          | енеоліт (IV – кін. ІІІ тис. до н.е.) | с. Середне, північно-східні околиці села | 1295-Тр         | Наказ управління культури обласної державної адміністрації від 18.10.2005 № 112, Наказ Міністерства культури України від 15.09.2010 № 706/0/16-10 |
| 20 | Поселення Середне ІІІ         | енеоліт (IV – кін. ІІІ тис. до н.е.) | с. Середне, східні крайні околиці села | 1296-Тр         | Наказ управління культури обласної державної адміністрації від 18.10.2005 № 112, Наказ Міністерства культури України від 15.09.2010 № 706/0/16-10 |
| 21 | Поселення Середнє IV          | трипільська культура (IV-кінець ІІІ тис. до н.); райковецька культура (кінець VII – ІХ ст.); давньоруський час (ХІІ – ХІІІ ст.)                | с. Середнє, південно-східні околиці села, зліва від автодороги до с. Затурин, правий берег р. Золота Липа                                      | 1586            | Наказ управління культури обласної державної адміністрації від 27.01.2010 № 16                                                                    |
| 22 | Поселення Сільце ІІ           | давньоруський час (ХІІ – ХІІІ ст.) | с. Сільце, 1 км на південний схід від села, справа від автодороги Підгайці – Доброводи, І надзаплавна тераса лівого берега безіменного струмка | 1691            | Наказ управління культури обласної державної адміністрації від 27.01.2010 № 16                                                                    |
| 23 | Городище Старий Литвинів І    | райковецька культура (кінець VII – ІХ ст.) | с. Старий Литвинів, 1,5 км на північний захід від села, урочище Замчище                                                                        | 1576            | Наказ управління культури обласної державної адміністрації від 27.01.2010 № 16                                                                    |
| 24 | Поселення Старий Литвинів ІІ  | райковецька культура (кінець VII – ІХ ст.) | с. Старий Литвинів, 200 м на південний схід від городища Старий Литвинів І, поблизу р. Сорок Потоків                                           | 1577            | Наказ управління культури обласної державної адміністрації від 27.01.2010 № 16                                                                    |
| 25 | Поселення Старий Литвинів ІІІ | комарівська культура (XV – ХІІ ст. до н. е.), ранній залізний вік (І тис. до н. е.), давньоруський час (ХІІ – ХІІІ ст.)                        | с. Старий Литвинів, західні околиці хутора, лівий берег потічка                                                                                | 1736            | Наказ управління культури обласної державної адміністрації від 27.01.2010 № 16                                                                    |
| 26 | Поселення Старе Місто І       | давньоруський час (ХІІ – ХІІІ ст.) | с. Старе Місто, територія Підгаєцької насіннєвої станції                                                                                       | 4357-Тр         | Наказ управління культури обласної державної адміністрації від 24.03.2011 № 36, Наказ Міністерства культури України від 15.09.2010 № 706/0/16-10  |
| 27 | Поселення Угринів І           | трипільська культура (IV-кінець ІІІ тис. до н.)                                                                                                | с. Угринів, південно-західні околиці села, привершинна частина пагорба                                                                         | 1507            | Наказ управління культури обласної державної адміністрації від 27.01.2010 № 16                                                                    |

## Пам'ятки архітектури
| №  | Назва                                         | Дата                | Адреса                                | Охоронний номер | Документ про взяття на облік                                |
| -- | --------------------------------------------- | ------------------- | ------------------------------------- | --------------- | ----------------------------------------------------------- |
| 1  | Дзвіниця Успенської церкви                    | початок ХХ ст.      | м. Підгайці                           | 1273            | розпорядження голови ОДА від 04.04.1997 р. №147             |
| 2  | Народний дім (мур.)                           | 1920-1931 рр.       | м. Підгайці вул. Бережанська, 13      | 1740            | рішення Тернопільського облвиконкому від 31.03.1992 р. № 30 |
| 3  | Житловий будинок                              | початок ХХ ст.      | м. Підгайці вул. Бережанська, 21      | 2101            | рішення Тернопільського облвиконкому від 31.03.1992 р. № 30 |
| 4  | Житловий будинок                              | початок ХХ ст.      | м. Підгайці вул. Бережанська, 29      | 2102            | рішення Тернопільського облвиконкому від 31.03.1992 р. № 30 |
| 5  | Успенська церква (мур.)                       | 1650-1653 рр.       | м. Підгайці вул. Бережанська, 6       | 1556            | постанова Ради Міністрів УРСР від 06.09.1979 р. № 442       |
| 6  | Адміністративний будинок (мур.)               | початок ХХ ст.      | м. Підгайці вул. Бережанська, 8       | 1741            | рішення Тернопільського облвиконкому від 31.03.1992 р. № 30 |
| 7  | Житловий будинок                              | 1935                | м. Підгайці вул. Бережанська, 1       | 2097            | рішення Тернопільського облвиконкому від 18.11.1994 р. №83  |
| 8  | Житловий будинок                              | початок ХХ ст.      | м. Підгайці вул. Бережанська, 11      | 2100            | рішення Тернопільського облвиконкому від 18.11.1994 р. №83  |
| 9  | Житловий будинок                              | 1927 р.             | м. Підгайці вул. Бережанська, 2       | 2098            | рішення Тернопільського облвиконкому від 18.11.1994 р. №83  |
| 10 | Повітовий шпиталь (мур.)                      | 1854-1874 рр.       | м. Підгайці вул. Бережанська, 36-а    | 1737            | рішення Тернопільського облвиконкому від 31.03.1992 р. № 30 |
| 11 | Житловий будинок                              | початок ХХ ст.      | м. Підгайці вул. Бережанська, 9       | 2099            | рішення Тернопільського облвиконкому від 18.11.1994 р. №83  |
| 12 | Спасо-Преображенська церква                   | 1772 р.             | м. Підгайці вул. Галицька             | 1557/1          | постанова Ради Міністрів УРСР від 06.09.1979 р. № 442       |
| 13 | Дзвіниця Спасо-Преображенської церкви (дер.)  | середина XVIII ст.  | м. Підгайці вул. Галицька             | 1557/2          | постанова Ради Міністрів УРСР від 06.09.1979 р. № 442       |
| 14 | Костел(руїни) (мур.)                          | 1634 р.             | м. Підгайці вул. Гетьмана Мазепи      | 1558            | постанова Ради Міністрів УРСР від 06.09.1979 р. № 442       |
| 15 | Синагога (мур.)                               | кінець XVI-XVII ст. | м. Підгайці вул. Замкова              | 1559            | Постанова Ради Міністрів УРСР від 06.09.1979 р. № 442       |
| 16 | Житловий будинок                              | 1894 р.             | м. Підгайці вул. Замкова, 14          | 2112            | рішення Тернопільського облвиконкому від 18.11.1994 р. №83  |
| 17 | Житловий будинок                              | 1886 р.             | м. Підгайці вул. Замкова, 16          | 2113            | рішення Тернопільського облвиконкому від 18.11.1994 р. №83  |
| 18 | Будинок Кона (мур.)                           | ХІХ-ХХ ст.          | м. Підгайці вул. Замкова, 2           | 1738            | рішення Тернопільського облвиконкому від 31.03.1992 р. № 30 |
| 19 | Каплиця                                       | кінець XVIII ст.    | м. Підгайці вул. Злуки                | 1271            | розпорядження голови ОДА від 04.04.1997 р. №147             |
| 20 | Єврейський некрополь                          | XV-XX ст.           | м. Підгайці вул. Л. Українки          | 2114            | рішення Тернопільського облвиконкому від 18.11.1994 р. №83  |
| 21 | Житловий будинок                              | 1894 р.             | м. Підгайці вул. Міцкевича, 18        | 2109            | рішення Тернопільського облвиконкому від 18.11.1994 р. №83  |
| 22 | Житловий будинок (мур.)                       | 1896 р.             | м. Підгайці вул. Міцкевича, 2         | 2103            | рішення Тернопільського облвиконкому від 18.11.1994 р. №83  |
| 23 | Млин (мур.)                                   | кінець ХІХ ст.      | м. Підгайці вул. Міцкевича, 26        | 1239            | рішення Тернопільського облвиконкому від 31.03.1992 р. № 30 |
| 24 | Житловий будинок (мур.)                       | 1882 р.             | м. Підгайці вул. Міцкевича, 3         | 2104            | рішення Тернопільського облвиконкому від 18.11.1994 р. №83  |
| 25 | Житловий будинок                              | 1878 р.             | м. Підгайці вул. Міцкевича, 4         | 2105            | рішення Тернопільського облвиконкому від 18.11.1994 р. №83  |
| 26 | Житловий будинок (мур.)                       | ХІХ ст.             | м. Підгайці вул. Міцкевича, 5         | 2106            | рішення Тернопільського облвиконкому від 18.11.1994 р. №83  |
| 27 | Житловий будинок                              | 1872 р.             | м. Підгайці вул. Міцкевича, 8         | 2107            | рішення Тернопільського облвиконкому від 18.11.1994 р. №83  |
| 28 | Житловий будинок (мур.)                       | 1862 р.             | м. Підгайці вул. Міцкевича, 9         | 2108            | рішення Тернопільського облвиконкому від 18.11.1994 р. №83  |
| 29 | Житловий будинок (мур.)                       | ХІХ ст.             | м. Підгайці вул. Островського, 15     | 1729            |                                                             |
| 30 | Народний дім                                  | ХІХ ст.             | м. Підгайці вул. Франка               | 1270            | розпорядження голови ОДА від 04.04.1997 р. №147             |
| 31 | Житловий будинок (мур.)                       | середина ХІХ ст.    | м. Підгайці вул. Шевченка, 22         | 1730            | рішення Тернопільського облвиконкому від 31.03.1992 р. № 30 |
| 32 | Житловий будинок (мур.)                       | кінець ХІХ ст.      | м. Підгайці вул. Шевченка, 24         | 1731            | рішення Тернопільського облвиконкому від 31.03.1992 р. № 30 |
| 33 | Житловий будинок (мур.)                       | кінець ХІХ ст.      | м. Підгайці вул. Шевченка, 28         | 1733            | рішення Тернопільського облвиконкому від 31.03.1992 р. № 30 |
| 34 | Житловий будинок(мур.)                        | початок ХХ ст.      | м. Підгайці вул. Шевченка, 31         | 1734            | рішення Тернопільського облвиконкому від 31.03.1992 р. № 30 |
| 35 | Житловий будинок (мур.)                       | кінець ХІХ ст.      | м. Підгайці вул. Шевченка, 34         | 1735            | рішення Тернопільського облвиконкому від 31.03.1992 р. № 30 |
| 36 | Житловий будинок (мур.)                       | початок ХХ ст.      | м. Підгайці вул. Шевченка, 39         | 1736            | рішення Тернопільського облвиконкому від 31.03.1992 р. № 30 |
| 37 | Ратуша                                        | 1886 р.             | м. Підгайці майдан Незалежності, 1    | 2078            | рішення Тернопільського облвиконкому від 18.11.1994 р. №83  |
| 38 | Житловий будинок                              | 1923 р.             | м. Підгайці майдан Незалежності, 10   | 2085            | рішення Тернопільського облвиконкому від 18.11.1994 р. №83  |
| 39 | Житловий будинок                              | 1928 р.             | м. Підгайці майдан Незалежності, 11   | 2086            | рішення Тернопільського облвиконкому від 18.11.1994 р. №83  |
| 40 | Житловий будинок                              | 1939 р.             | м. Підгайці майдан Незалежності, 13   | 2087            | рішення Тернопільського облвиконкому від 18.11.1994 р. №83  |
| 41 | Житловий будинок                              | 1891 р.             | м. Підгайці майдан Незалежності, 14   | 2088            | рішення Тернопільського облвиконкому від 18.11.1994 р. №83  |
| 42 | Житловий будинок, торгова лавка               | кінець ХІХ ст.      | м. Підгайці майдан Незалежності, 14-а | 2089            | рішення Тернопільського облвиконкому від 18.11.1994 р. №83  |
| 43 | Житловий будинок                              | XVII- ХІХ ст.       | м. Підгайці майдан Незалежності, 15   | 2090            | рішення Тернопільського облвиконкому від 18.11.1994 р. №83  |
| 44 | Житловий будинок                              | ХІХ ст.             | м. Підгайці майдан Незалежності, 17   | 2091            | рішення Тернопільського облвиконкому від 18.11.1994 р. №83  |
| 45 | Житловий будинок                              | XVIII- ХІХ ст.      | м. Підгайці майдан Незалежності, 18   | 2092            | рішення Тернопільського облвиконкому від 18.11.1994 р. №83  |
| 46 | Житловий будинок                              | 1928 р.             | м. Підгайці майдан Незалежності, 2    | 2079            | рішення Тернопільського облвиконкому від 18.11.1994 р. №83  |
| 47 | Житловий будинок                              | ХІХ ст.             | м. Підгайці майдан Незалежності, 23   | 2093            | рішення Тернопільського облвиконкому від 18.11.1994 р. №83  |
| 48 | Житловий будинок                              | 1893 р.             | м. Підгайці майдан Незалежності, 25   | 2094            | рішення Тернопільського облвиконкому від 18.11.1994 р. №83  |
| 49 | Житловий будинок                              | 1897 р.             | м. Підгайці майдан Незалежності, 29   | 2095            | рішення Тернопільського облвиконкому від 18.11.1994 р. №83  |
| 50 | Житловий будинок (мур.)                       | 1932 р.             | м. Підгайці майдан Незалежності, 3    | 2080            | рішення Тернопільського облвиконкому від 18.11.1994 р. №83  |
| 51 | Житловий будинок                              | 1891 р.             | м. Підгайці майдан Незалежності, 30   | 2096            | рішення Тернопільського облвиконкому від 18.11.1994 р. №83  |
| 52 | Житловий будинок (мур.)                       | 1933 р.             | м. Підгайці майдан Незалежності, 4    | 2081            | рішення Тернопільського облвиконкому від 18.11.1994 р. №83  |
| 53 | Житловий будинок (мур.)                       | 1927 р.             | м. Підгайці майдан Незалежності, 5    | 2082            | рішення Тернопільського облвиконкому від 18.11.1994 р. №83  |
| 54 | Житловий будинок (мур.)                       | 1933 р.             | м. Підгайці майдан Незалежності, 6    | 2083            | рішення Тернопільського облвиконкому від 18.11.1994 р. №83  |
| 55 | Житловий будинок (мур.)                       | 1935 р.             | м. Підгайці майдан Незалежності, 7    | 2084            | рішення Тернопільського облвиконкому від 18.11.1994 р. №83  |
| 56 | Каплиця                                       | початок ХХ ст.      | м. Підгайці міське кладовище          | 1272            | розпорядження голови ОДА від 04.04.1997 р. №147             |
| 57 | Церква св. Миколая (мур.)                     | 1714 р.             | с. Боків                              | 1728            | рішення Тернопільського облвиконкому від 31.03.1992 р. № 30 |
| 58 | Церква (мур.)                                 | 1887 р.             | с. Гнильче                            | 1714            | рішення Тернопільського облвиконкому від 31.03.1992 р. № 30 |
| 59 | Церква св. Косми і Дем’яна (мур.)             | 1887 р.             | с. Голгоча                            | 1715            | рішення Тернопільського облвиконкому від 31.03.1992 р. № 30 |
| 60 | Дзвіниця церкви архистратига Михаїла          | кінець ХІХ ст.      | с. Завалів                            | 1263            | Розпорядження голови ОДА від 04.04.1997 р. №147             |
| 61 | Гробівець Рачинських                          | ХІХ ст.             | с. Завалів                            | 1266            | розпорядження голови ОДА від 04.04.1997 р. №147             |
| 62 | Водяний млин                                  | 1923 р.             | с. Завалів                            | 1267            | розпорядження голови ОДА від 04.04.1997 р. №147             |
| 63 | Церква св. Михаїла (мур.)                     | 1897 р.             | с. Завалів                            | 1716            | рішення Тернопільського облвиконкому від 31.03.1992 р. № 30 |
| 64 | Церква св. Юрія                               | 1897 р.             | с. Заставче                           | 1268            | Розпорядження голови ОДА від 04.04.1997 р. №147             |
| 65 | Дзвіниця церкви св. Юрія (дер.)               | ХІХ ст.             | с. Заставче                           | 1269            | Розпорядження голови ОДА від 04.04.1997 р. №147             |
| 66 | Церква св. Михаїла (мур.)                     | 1886 р.             | с. Лиса                               | 1725            | рішення Тернопільського облвиконкому від 31.03.1992 р. № 30 |
| 67 | Церква Пречистої Діви Марії (мур.)            | 1897 р.             | с. Литвинів                           | 1717            | рішення Тернопільського облвиконкому від 31.03.1992 р. № 30 |
| 68 | Церква Преподобної Параскеви Сербської (мур.) | 1822 р.             | с. Мирне                              | 1720            | рішення Тернопільського облвиконкому від 31.03.1992 р. № 30 |
| 69 | Церква Покрови Пресвятої Богородиці (мур.)    | 1881 р.             | с. Мужилів                            | 1718            | рішення Тернопільського облвиконкому від 31.03.1992 р. № 30 |
| 70 | Церква Воскресіння Христа(дер.)               | 1776 р.             | с. Мужилів                            | 1719            | рішення Тернопільського облвиконкому від 31.03.1992 р. № 30 |
| 71 | Церква св. Миколая (мур.)                     | 1895 р.             | с. Носів                              | 1724            | рішення Тернопільського облвиконкому від 31.03.1992 р. № 30 |
| 72 | Дзвіниця (дер.)                               | XVIII ст.           | с. Сільце                             | б/н             |                                                             |
| 73 | Церква Покрови (дер.)                         | XVIII-ХХ ст.        | c. Старе Місто                        | 1274            | розпорядження голови ОДА від 04.04.1997 р. №147             |
| 74 | Дзвіниця церкви Покрови (дер.)                | початок ХХ ст.      | c. Старе Місто                        | 1275            | розпорядження голови ОДА від 04.04.1997 р. №147             |
| 75 | Церква св. Георгія (мур.)                     | 1931 р.             | с. Старе Місто                        | 1712            | рішення Тернопільського облвиконкому від 31.03.1992 р. № 30 |
| 76 | Житловий будинок                              | 1893 р.             | с. Старе Місто вул. Замкова, 12       | 2111            | рішення Тернопільського облвиконкому від 18.11.1994 р. №83  |
| 77 | Житловий будинок                              | 1850 р.             | с. Старе Місто вул. Замкова, 10       | 2110            | рішення Тернопільського облвиконкому від 18.11.1994 р. №83  |
| 78 | Церква Введення (мур.)                        | 1904 р.             | с. Тесарівка                          | 1722            | рішення Тернопільського облвиконкому від 31.03.1992 р. № 30 |
| 79 | Покровська церква(мур.)                       | 1928 р.             | с. Угринів                            | 1727            | рішення Тернопільського облвиконкому від 31.03.1992 р. № 30 |
| 80 | Церква св. Миколая                            | 1835 р.             | с. Вербів                             | 1726            | рішення Тернопільського облвиконкому від 31.03.1992 р. № 30 |

## Пам'ятки історії
| 1  | Пам'ятник поету Адаму Міцкевичу | 1898 р.                        | м. Підгайці, біля костелу Пресвятої Трійці                                                                                    | 53-Тр          | Рішення виконкому Тернопільської обласної ради від 22.03.1971 р. № 147, Наказ Міністерства культури України від 28.11.2013 р. № 1224                            |                                                       |  |            |      |                                                                                                   |
| 2  | Пам'ятник Лесі Українці - письменниці, поетесі | 21.05.2006 р.                  | м. Підгайці, вул. Лесі Українки, біля єврейського кладовища                                                                   | 3212           | Наказ управління культури Тернопільської обласної державної адміністрації від 27.01.2010 р. № 16                                                                |                                                       |  |            |      |                                                                                                   |
| 3  | Поховання (одиночні) Українських Січових Стрільців, воїнів Української Повстанської Армії (могила воїна Української Повстанської Армії «Чайки»), жертв політичних репресій та національно-визвольних змагань |                                | м. Підгайці, вул. Шевченка, кладовище                                                                                         | 1772           | Наказ управління культури Тернопільської обласної державної адміністрації від 18.10.2005 р. № 112                                                               |                                                       |  |            |      |                                                                                                   |
| 4  | Братська могила воїнів Радянської армії | 1948 р., рек. 1974 р.          | м. Підгайці, вул. Шевченка, кладовище, південна частина міста                                                                 | 52-Тр          | Рішення виконкому Тернопільської обласної ради від 22.03.1971 р. № 147, Наказ Міністерства культури України від 28.11.2013 р. № 1224                            |                                                       |  |            |      |                                                                                                   |
| 5  | Пам'ятний знак (хрест) «За тверезість» | 1987 р.                        | м. Підгайці, вул. Шевченка, на подвір'ї церкви, за 45 м на схід від перехрестя вул. Шевченка та Лисенка, навпроти поліклініки | 1162-Тр        | Рішення виконкому Тернопільської обласної ради від 25.10.1988 р. № 243, Наказ Міністерства культури України від 28.11.2013 р. № 1224                            |                                                       |  |            |      |                                                                                                   |
| 6  | Могила Героя Радянського Союзу, майора Топоркова Я. Н., воїна Радянської армії капітана Зубкова М.В. | 1955 р.                        | м. Підгайці, вул. Шевченка, парк, південна частина центру міста, біля церкви                                                  | 35-Тр          | Рішення виконкому Тернопільської обласної ради від 22.03.1971 р. № 147, Наказ Міністерства культури України від 28.11.2013 р. № 1224                            |                                                       |  |            |      |                                                                                                   |
| 7  | Могила Галушка М. | 1940 р.                        | м. Підгайці, кладовище | 1169           | Рішення виконкому Тернопільської обласної ради від 25.10.1988 р. № 243                                                                                          |                                                       |  |            |      |                                                                                                   |
| 8  | Могила Котенка А. | 1940 р.                        | м. Підгайці, кладовище | 1807           | Рішення виконкому Тернопільської обласної ради від 25.10.1988 р. № 243                                                                                          |                                                       |  |            |      |                                                                                                   |
| 9  | Пам'ятний знак на честь 70-річчя з дня народження поета Малишка А. | 1982 р.                        | м. Підгайці, Народний дім | 878            | Рішення виконкому Тернопільської обласної ради від 27.11.1984 р. № 332                                                                                          |                                                       |  |            |      |                                                                                                   |
| 10 | Братська могила австрійських воїнів (2 чол.) | 1915 р.                        | с. Білокриниця, кладовище | 1773           | Наказ управління культури Тернопільської обласної державної адміністрації від 18.10.2005 р. № 112                                                               |                                                       |  |            |      |                                                                                                   |
| 11 | Братська могила воїнів Української Повстанської Армії (приблизно 50 чол.) |                                | с. Боків, кладовище | 1774           | Наказ управління культури Тернопільської обласної державної адміністрації від 18.10.2005 р. № 112                                                               |                                                       |  |            |      |                                                                                                   |
| 12 | Поховання (одиночні) австрійських воїнів |                                | с. Вага | 1775           | Наказ управління культури Тернопільської обласної державної адміністрації від 18.10.2005 р. № 112                                                               |                                                       |  |            |      |                                                                                                   |
| 13 | Братська могила воїнів Української Повстанської Армії (приблизно 20 чол.) |                                | с. Вага, кладовище | 1776           | Наказ управління культури Тернопільської обласної державної адміністрації від 18.10.2005 р. № 112                                                               |                                                       |  |            |      |                                                                                                   |
| 14 | Пам'ятний знак (хрест) на честь скасування панщини | 1898 р.                        | с. Вербів, біля церкви | 4354-Тр (1778) | Наказ управління культури Тернопільської обласної державної адміністрації від 18.10.2005 р. № 112, Наказ Міністерства культури України від 23.01.2012 р. № 51   |                                                       |  |            |      |                                                                                                   |
| 15 | Пам'ятний знак воїнам-землякам, які загинули в роки Другої світової війни | 1981 р.                        | с. Вербів, центр | 921            | Рішення виконкому Тернопільської обласної ради від 25.01.1982 р. № 34                                                                                           |                                                       |  |            |      |                                                                                                   |
| 16 | Пам'ятник командиру Української Повстанської Армії Мартину Мізерному “Рену” | 1996 р.                        | с. Вербів, центр, біля будинку культури                                                                                       | 1779           | Наказ управління культури Тернопільської обласної державної адміністрації від 18.10.2005 р. № 112                                                               |                                                       |  |            |      |                                                                                                   |
| 17 | Могили воїнів Української Повстанської Армії Головки Йосифа Васильовича „Байди” та Рудого Григорія Антоновича                                                                                                |                                | с. Вербів, центральна частина кладовища                                                                                       | 1777           | Наказ управління культури Тернопільської обласної державної адміністрації від 18.10.2005 р. № 112                                                               |                                                       |  |            |      |                                                                                                   |
| 18 | Братська могила воїнів Української Повстанської Армії (3 чол.) | 45–50 роки ХХ ст.              | с. Волиця, кладовище, при вході зліва                                                                                         | 1780           | Наказ управління культури Тернопільської обласної державної адміністрації від 18.10.2005 р. № 112                                                               |                                                       |  |            |      |                                                                                                   |
| 19 | Могила священика, патріота, поета Григорія Петришина | 1998 р.                        | с. Голгоча, нове кладовище | 1782           | Наказ управління культури Тернопільської обласної державної адміністрації від 18.10.2005 р. № 112                                                               |                                                       |  |            |      |                                                                                                   |
| 20 | Могили воїнів Української Повстанської Армії (3 могили) | 40–50 роки ХХ ст.              | с. Голгоча, центральна частина старого кладовища                                                                              | 1781           | Наказ управління культури Тернопільської обласної державної адміністрації від 18.10.2005 р. № 112                                                               |                                                       |  |            |      |                                                                                                   |
| 21 | Братська могила Радянських партизан | 1967 р.                        | с. Завалів, 3,5 км на південний-захід від центру с. Завалів і 1 км на північ від автодороги Завалів-Пановичі, у лісі          | 45-Тр          | Рішення виконкому Тернопільської обласної ради від 22.03.1971 р. № 147, Наказ Міністерства культури України від 28.11.2013 р. № 1224                            |                                                       |  |            |      |                                                                                                   |
| 22 | Пам'ятний знак воїнам-землякам, які загинули в роки Другої світової війни | 1981 р.                        | с. Завалів, центр | 876            | Рішення виконкому Тернопільської обласної ради від 25.01.1982 р. № 34                                                                                           |                                                       |  |            |      |                                                                                                   |
| 23 | Братська могила євреїв – жертв німецьких фашистів (приблизно 700 чол.) |                                | с. Загайці | 1784           | Наказ управління культури Тернопільської обласної державної адміністрації від 18.10.2005 р. № 112                                                               |                                                       |  |            |      |                                                                                                   |
| 24 | Могила Українського Січового Стрільця Балюка Івана | 1915 р.                        | с. Заставче, кладовище | 1785           | Наказ управління культури Тернопільської обласної державної адміністрації від 18.10.2005 р. № 112                                                               |                                                       |  |            |      |                                                                                                   |
| 25 | Братська могила поляків |                                | с. Литвинів | 1786           | Наказ управління культури Тернопільської обласної державної адміністрації від 18.10.2005 р. № 112                                                               |                                                       |  |            |      |                                                                                                   |
| 26 | Пам'ятний знак (хрест) «За тверезість» | 1874 р                         | с. Литвинів, біля церкви | 4355-Тр        | Наказ Міністерства культури України від 23.01.2012 р. № 51 |                                                       |  |            |      |                                                                                                   |
| 27 | Братська могила Українських Січових Стрільців (27 чол.) | 1914-1918 рр.                  | с. Мирне, кладовище | 1787           | Наказ управління культури Тернопільської обласної державної адміністрації від 18.10.2005 р. № 112                                                               |                                                       |  |            |      |                                                                                                   |
| 28 | Пам'ятний знак воїнам-землякам, які загинули в роки Другої світової війни | 1966 р.                        | с. Мирне, кладовище | 48             | Рішення виконкому Тернопільської обласної ради від 22.03.1971 р. № 147                                                                                          |                                                       |  |            |      |                                                                                                   |
| 29 | Братська могила воїнів Української Повстанської Армії (7 чол.) | 40–50 роки ХХ ст.              | с. Михайлівка, кладовище | 1789           | Наказ управління культури Тернопільської обласної державної адміністрації від 18.10.2005 р. № 112 30                                                            | Братська могила воїнів Української Повстанської Армії |  | с. Мужилів | 1790 | Наказ управління культури Тернопільської обласної державної адміністрації від 18.10.2005 р. № 112 |
| 31 | Пам'ятний знак воїнам-землякам, які загинули в роки Другої світової війни | 1967 р.                        | с. Мужилів | 57             | Рішення виконкому Тернопільської обласної ради від 22.03.1971 р. № 147                                                                                          |                                                       |  |            |      |                                                                                                   |
| 32 | Братська могила воїнів Радянської армії (невідомі) | 1967 р., реконструкція 1987 р. | с. Мужилів, кладовище, біля входу, південно-західна частина села                                                              | 1157-Тр        | Рішення виконкому Тернопільської обласної ради від 25.10.1988 р. № 243, Наказ Міністерства культури України від 28.11.2013 р. № 1224                            |                                                       |  |            |      |                                                                                                   |
| 33 | Німецьке кладовище «Бекерсдорф» (31 прізвище встановлено) | 1784 - 1939 рр.                | с. Новосілка, західна околиця                                                                                                 | 1791           | Наказ управління культури Тернопільської обласної державної адміністрації від 18.10.2005 р. № 112                                                               |                                                       |  |            |      |                                                                                                   |
| 34 | Могили (дві, одиночні) воїнів Української Повстанської Армії |                                | с. Новосілка, кладовище “Кут”                                                                                                 | 1793           | Наказ управління культури Тернопільської обласної державної адміністрації від 18.10.2005 р. № 112                                                               |                                                       |  |            |      |                                                                                                   |
| 35 | Братська могила воїнів Радянської армії (3 чол., невідомі) |                                | с. Новосілка, кладовище “Кут”                                                                                                 | 1794           | Наказ управління культури Тернопільської обласної державної адміністрації від 18.10.2005 р. № 112                                                               |                                                       |  |            |      |                                                                                                   |
| 36 | Могила невідомого Українського Січового Стрільця |                                | с. Новосілка, кладовище в уроч. Тисарівка                                                                                     | 1795           | Наказ управління культури Тернопільської обласної державної адміністрації від 18.10.2005 р. № 112                                                               |                                                       |  |            |      |                                                                                                   |
| 37 | Братська могила воїнів Української Повстанської Армії (2 чол.), в якій похований Лучка Володимир | 1992 р.                        | с. Новосілка, кладовище в уроч. Тисарівка                                                                                     | 1796           | Наказ управління культури Тернопільської обласної державної адміністрації від 18.10.2005 р. № 112                                                               |                                                       |  |            |      |                                                                                                   |
| 38 | Могила воїна Української Повстанської Армії |                                | с. Новосілка, Личаківське кладовище                                                                                           | 1792           | Наказ управління культури Тернопільської обласної державної адміністрації від 18.10.2005 р. № 112                                                               |                                                       |  |            |      |                                                                                                   |
| 39 | Братська могила воїнів Радянської армії | 1967                           | с. Поплави | 41             | Рішення виконкому Тернопільської обласної ради від 22.03.1971 р. № 147                                                                                          |                                                       |  |            |      |                                                                                                   |
| 40 | Братська могила воїнів Української Повстанської Армії (4 чол.) | 1949 р.                        | с. Сільце | 1798           | Наказ управління культури Тернопільської обласної державної адміністрації від 18.10.2005 р. № 112                                                               |                                                       |  |            |      |                                                                                                   |
| 41 | Пам'ятний знак (хрест) «За тверезість» | 1874 р                         | с. Сільце, біля церкви | 4356-Тр        | Наказ Міністерства культури України від 23.01.2012 р. № 51 |                                                       |  |            |      |                                                                                                   |
| 42 | Братська могила Українських Січових Стрільців (3 чол.) | Серпень-вересень 1916 р        | с. Сільце, кладовище | 1797           | Наказ управління культури Тернопільської обласної державної адміністрації від 18.10.2005 р. № 112                                                               |                                                       |  |            |      |                                                                                                   |
| 43 | Пам'ятний знак (хрест) «За тверезість» | 1874 р                         | с. Старе Місто, біля церкви                                                                                                   | 4358-Тр        | Наказ Міністерства культури України від 23.01.2012 р. № 51 |                                                       |  |            |      |                                                                                                   |
| 44 | Братська могила польських воїнів (більше 1000 чол.) | 1667 р.                        | с. Старе Місто, західні околиці села, в полі                                                                                  | 1800           | Наказ управління культури Тернопільської обласної державної адміністрації від 18.10.2005 р. № 112                                                               |                                                       |  |            |      |                                                                                                   |
| 45 | Братська могила євреїв – жертв німецьких фашистів | 1943 р.                        | с. Старе Місто, західні околиці села, в полі                                                                                  | 1801-Тр        | Наказ управління культури Тернопільської обласної державної адміністрації від 18.10.2005 р. № 112, Наказ Міністерства культури України від 22.11.2012 р. № 1364 |                                                       |  |            |      |                                                                                                   |
| 46 | Братська могила воїнів Української Повстанської Армії (17 чол., 10 – відомі) |                                | с. Старе Місто, кладовище | 1799           | Наказ управління культури Тернопільської обласної державної адміністрації від 18.10.2005 р. № 112                                                               |                                                       |  |            |      |                                                                                                   |
| 47 | Братська могила воїнів Радянської армії | 1967 р.                        | с. Степове, 100 м на ліво від першого перехрестя при в’їзді в село, між школою та дитячим садком                              | 563-Тр         | Рішення виконкому Тернопільської обласної ради від 22.03.1971 р. № 147, Наказ Міністерства культури України від 28.11.2013 р. № 1224                            |                                                       |  |            |      |                                                                                                   |
| 48 | Братська могила воїнів Української Повстанської Армії (22 чол.) | 40–50 роки ХХ ст.              | с. Юстинівка, 800 м у східному напрямку від господарського двору                                                              | 1805           | Наказ управління культури Тернопільської обласної державної адміністрації від 18.10.2005 р. № 112                                                               |                                                       |  |            |      |                                                                                                   |

## Пам'ятки монументального мистецтва
| № | Назва                                                               | Дата    | Адреса    | Охоронний номер | Документ про взяття на облік                                                                      |
| - | ------------------------------------------------------------------- | ------- | --------- | --------------- | ------------------------------------------------------------------------------------------------- |
| 1 | Пам’ятник Рівноапостольному князю Володимиру Великому               |         | с. Лиса   | 1769            | Наказ управління культури Тернопільської обласної державної адміністрації від 18.10.2005 р. № 112 |
| 2 | Пам’ятник поету, письменнику, художнику Шевченку Тарасу Григоровичу | 1992 р. | с. Сільце | 1593            | Наказ управління культури Тернопільської обласної державної адміністрації від 18.10.2005 р. № 112 |